# Ил дьо Франс
Ил дьо Франс (на френски: Île-de-France) е регион в Северна Франция. Граничи с регионите О дьо Франс на север, Гранд Ест на изток, Бургундия-Франш Конте и Център-Вал дьо Лоар на юг и Нормандия на северозапад. Ил дьо Франс включва град Париж и неговите предградия и сателитни селища и неофициално е наричан Парижки регион. Със своите над 12 милиона жители той е третата по население административна единица в Европейския съюз след Северен Рейн-Вестфалия и Бавария.

## Име
Името Ил дьо Франс (на френски: Île-de-France) буквално означава „Островът на Франция“ и в днешно време се обяснява с географското положение на региона между реките Сена, Марна, Оаза и Боврон. Исторически погледнато обаче името вероятно произлиза от старофранкското назование Liddle Franke означаващо „малка Франция“.

## Население
Към 1 януари 2015 г. населението на региона е 12,074 милиона души. Мъжете са 5,837 милиона, а жените 6,237 милиона, или на 1000 мъже се падат 1069 жени .
Най-голямата част от това население обитават градската агломерация на Париж (на френски: Unité urbaine), която е най-голямата във Франция и една от най-големите в Европа.

## Герб
Историческият герб представлява щит със син фон (2:1) три златни лилии, но не се ползва официално с изключение от жандармерията на региона.
Вместо герб, от 1976 се използват лога, символизиращи региона.

## История
Ил дьо Франс е историческото средище и произход на Франция. От този регион произлизат както днешното име, така и основата на съвременния френски език.
След победата на Хлодвиг I над Сиагрий, областта е център на владенията на франките, с малко прекъсване през 7. век. От 9. век става ядрото на Кралството на Западните Франки. Границите стават почти идентични с кралските владения (на френски: domaine royal). Оттук произлиза готическият архитектурен стил, който първоначално е стилът на франкските крале.
От времето на Луи XIV френските крале управляват от Версай, където се намира огромният и често копиран дворец.
След Френската революция Ил дьо Франс се разделя на множество департаменти и престава да съществува като административна единица. Чак след създаването на регионите за планиране (на френски: Régions de programme), през 1956 г. областта отново получава административно значение, първоначално под името Парижки регион (на френски: Région Parisienne) и от 1976 – като Ил дьо Франс.

## Икономика
Регионът е най-проспериращият във Франция. Сравнено със средния БВП на ЕС, измерен като покупателна способност, Ил дьо Франс достига 169,7% за 2006 г.